# Valledupar / Alfonso Lopez
Valledupar / Alfonso Lopez är en flygplats i Colombia. Den ligger i den norra delen av landet, 700 km norr om huvudstaden Bogotá. Valledupar / Alfonso Lopez ligger 138 meter över havet.
Terrängen runt Valledupar / Alfonso Lopez är huvudsakligen platt, men åt nordväst är den kuperad. Runt Valledupar / Alfonso Lopez är det glesbefolkat, med 19 invånare per kvadratkilometer. Närmaste större samhälle är Valledupar, 3,1 km norr om Valledupar / Alfonso Lopez. Omgivningarna runt Valledupar / Alfonso Lopez är huvudsakligen savann.